# كأس بلغاريا 1978–79
كأس بلغاريا 1978–79 (بالبلغارية: Купа на Съветската армия 1978/79)‏ هو موسم من كأس بلغاريا. أشرف على تنظيمه اتحاد بلغاريا لكرة القدم، وفاز فيه ليفسكي صوفيا.